# I hennes majestäts tjänst
I hennes majestäts tjänst är den nionde romanen av Jan Guillou om den svenska underrättelseofficeren Carl Hamilton, utgiven 1994.

## Handling
En serie mord i England förbryllar först New Scotland Yard, men får efterhand en alltmer politisk innebörd och blir så småningom en fråga för den civila säkerhetstjänsten  MI5 och den militära säkerhetstjänsten MI6. Under en privat släktresa till ätten Hamiltons stamgods i Skottland träffar Carl sir Geoffrey Hunt, DG:s vän och brittiska motsvarighet. De kommer fram till att svensk assistans i fallet skulle lösa en hel del problem. En väpnad attack utanför Rosenbad och en olyckshändelse med dödlig utgång i Carls familj är början till något som är mycket större...